# Slane
Slane (iriska: Baile Shláine) är en anrik ort vid floden Boyne i grevskapet Meath på Irland. Orten är känd för backen Hill of Slane. 